# Довже
Довже (словен. Dovže) је насељено место у општини Мислиња, Корушка регија, Словенија.

## Историја
До територијалне реорганизације у Словенији била је у саставу старе општине Словењ Градец.

## Становништво
У попису становништва из 2011. године, Довже је имала 332 становника.
| Број становника према пописима | Број становника према пописима | Број становника према пописима |
| ------------------------------ | ------------------------------ | ------------------------------ |
| 1991                           | 2002                           | 2011                           |
| 350                            | 349                            | 332                            |